# Răduțești (okręg Mehedinți)
Răduțești – wieś w Rumunii, w okręgu Mehedinți, w gminie Butoiești. W 2011 roku liczyła 284 mieszkańców.